# Собор Филлингена
Собор Филлингена (нем. Villinger Münster или нем. Münster Unserer Lieben Frau) — католический собор, расположенный в центре района Филлинген баден-вюртембергского «двойного» города Филлинген-Швеннинген; здание, являющееся сегодня основным центром городской католической общины, первоначально было освящено в честь Иоанна Крестителя; является памятником архитектуры.

## История и описание
Собор Филлингена, освященный в честь Богоматери, был заложен в 1130 году в романском стиле — а завершен в 1284 как готический храм; позже он неоднократно расширялся. Одной из причиной задержки в строительстве и изменения в стиле стал пожар, произошедший в городе в 1271 году и разрушивший готовые части собора. Две современные 50-метровые башни-колокольни были добавлены в XV и XVI веках.
В XVIII столетии храм был в очередной раз расширен, а в его интерьер были включены элементы барокко — в частности, оштукатуренный потолок и многоярусный алтарь, созданный Иоганном Мартином Германом в 1738 году. Фигуры апостолов на боковых стенах были добавлены в период с 1715 по 1719 год — их создателем являлся Антон Йозеф Шупп; в 1724 году местные мастера Иоганн Стерн и Каспар Шпет изготовили решётчатые ограждения для хора, остатки которых до сих пор хранятся в городском музее, расположенном в здании бывшего францисканского монастыря.

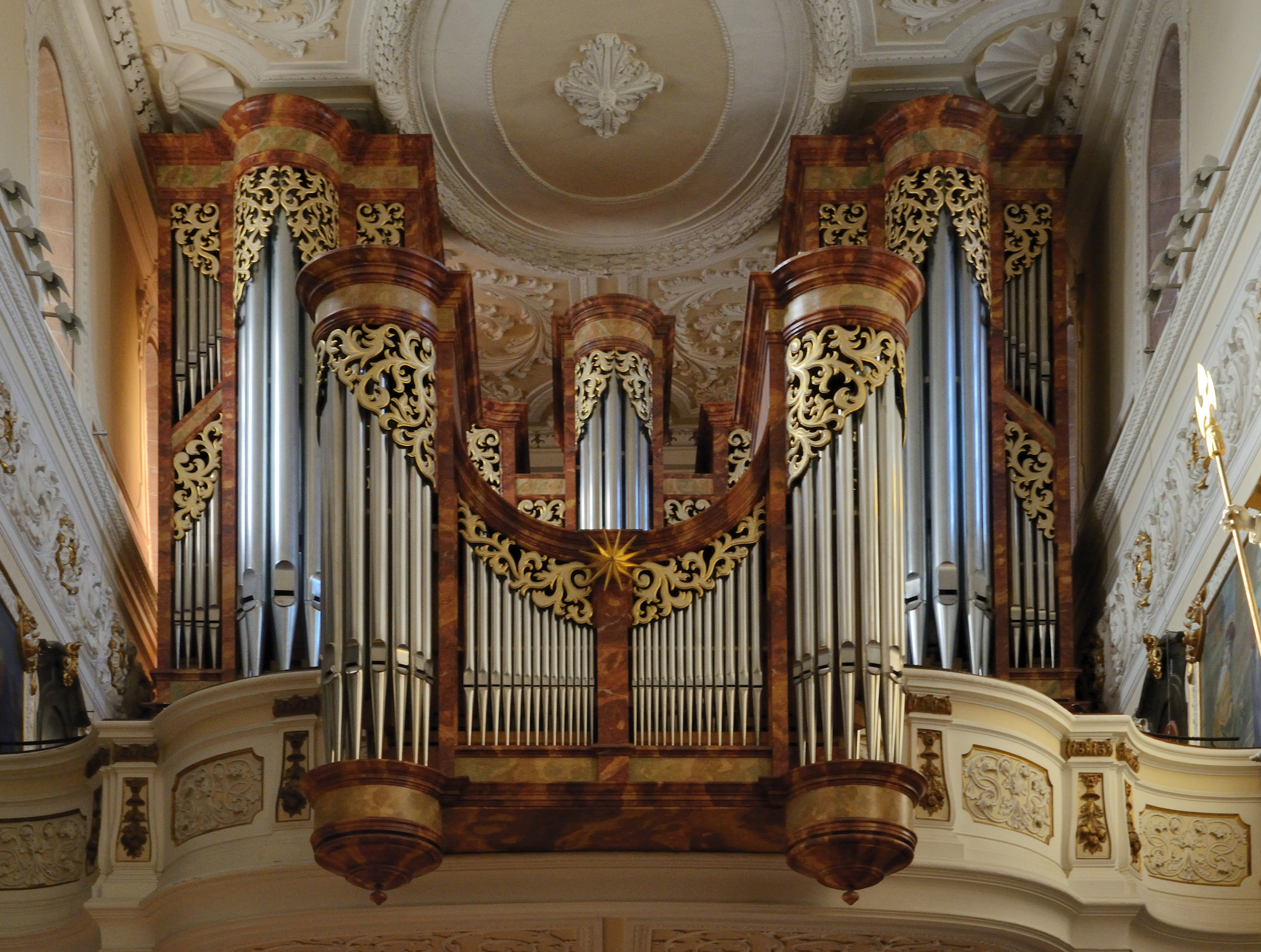
Орган собора в Филлингене

«Пуританские устремления», проявившиеся в XIX веке, привели к потере многочисленных предметов из церковной обстановки. В 1829 году, среди прочего, из храма были изъяты 70 статуй, 10 витражей и 60 эпитафий; высокий барочный алтарь был удален в 1857 году. При этом в церкви сохранилась готическая кафедра, созданная неизвестным мастером. В период с 1978 по 1982 год собор был полностью реконструирован: он получил новые полы и скамьи. 51 колокол, представленный на колокольне, является уникальным явлением для Южной Германии — в их число входит и один колокол, отлитый в XIV веке. Орган собора в Филлингене был построен в 1983 году мастерами фирмы «Orgelbau Sandtner GmbH» (Диллинген-ан-дер-Донау).